# 韓佽
韓佽（8世纪？—837年5月7日），字相之，唐朝京兆长安人，韩思复的曾孙，京兆尹韓朝宗的孙子。
韓佽年轻时有文才，性尚简清简。元和初年举进士，辟入节度使府。由襄州山南东道节度使从事，入朝征拜殿中侍御史，升任为刑部员外郎。求为澧州刺史。任期到达，宰相牛僧孺为鄂岳观察使，辟为从事，入朝刑部郎中，转京兆少尹，升任为给事中。韩佽与给事中郑肃、谏议大夫李珝、郭承嘏、中书舍人高元裕、权璩等弹劾李训，挟宠乱国，天下共知，不宜出入禁中，唐文宗不听。大和九年（835年）四月，以给事中韩佽为桂管观察使。桂管二十余州，自参军至县令三百员，吏部任命的十分之一，其他由观察使量才补职。韓佽至桂州，属吏带着过去任命的官员数百人前来拜见，一个官吏拿着簿册上前说：“请补空缺的官职。”韩佽告诫说：“在任有政绩的，不撤换他的职务；有过错的，必以法追究。空缺的官职当等到考核完之前的簿册，取其合格，然后补任。”春衣使内官到达，向邮吏索要贿赂，豪强于是厚礼请求当县令，内官告知韩佽，韓佽同意。内官走了，韩佽追究他们犯法，鞭笞其背。自是豪强敛迹，以清廉官吏来使百姓休养生息。皇帝下诏置五管监兵，韓佽计算费用要用光当地的赋税，韩佽特用俭约安排处理，于是为定制。开成二年三月廿九壬辰日（837年5月7日），桂管观察使韩佽去世。赠工部侍郎。